# M. Emmet Walsh
Michael Emmet Walsh (Ogdensburg, 1935. március 22. – St. Albans, 2024. március 19.) amerikai színész.
Fél évszázadot átívelő pályafutása alatt több mint kétszáz filmben és televíziós műsorban játszott. Ismertebb alakításai közé tartozik az őrült A pacák (1979), Bryant százados a Szárnyas fejvadász (1982) és Loren Visser magánnyomozó a Véresen egyszerű (1984) című filmekben.

## Pályafutása
Menedzsere, Sandy Joseph állítása szerint Walsh 119 nagyjátékfilmben és több mint 250 tévés produkcióban szerepelt. Az erős vermondi akcentussal beszélő, egyik fülére gyerekkora óta siket színész tisztában volt szakmai hiányosságaival: „Nem fogok Shawt, Shakespeare-t és Molière-t előadni – a beszédem egyszerűen túl rossz volt hozzá”.
Első filmszerepeit 1969-ben kapta, az Éjféli cowboy-ban még névtelen statiszta volt, az Alice étterme című vígjátékban viszont már a stáblistán is feltüntették. Az 1970-es évektől feltűnt a Kis nagy ember (1970), A majmok bolygója 3. – A menekülés (1971), a Mi van, doki? (1972), a Serpico (1973), A szerencsejátékos (1974), a Dicsőségre ítélve (1976) és az Airport ’77 (1977) című filmekben. Kisebb, de emlékezetes szerepe volt Steve Martin mellett az 1979-es A pacák című vígjátékban, a főszereplőre vadászó mesterlövészt alakítva. Ezt olyan drámaibb hangvételű filmek követték, mint a Bilincs (1980), az Átlagemberek (1980) és a Vörösök (1981).  
Egyik legismertebb szerepe a kiégett rendőrparancsnok, Harry Bryant volt Ridley Scott a Szárnyas fejvadász (1982) című kultuszfilmjében. Walsh úgy jellemezte a filmet, mint egy különösen nehéz és fárasztó projektet, mivel Scott rendezőként a tökéletességre törekedett. Walsh később elismerte, teljesen össze volt zavarodva a forgatás alatt, mert fogalma sem volt róla, hogy merre halad a film. 1984-ben a Coen testvérek debütáló, Véresen egyszerű című rendezésében játszott korrupt texasi magánnyomozót. A szereppel Independent Spirit Awardot kapott, a legjobb férfi főszereplő kategóriában elsőként. A rendezőpáros 1987-es Arizonai ördögfióka című munkájában is feltűnt.

## Halála
2024. március 19-én, 88 évesen a vermonti St. Albans Northwestern Medical Center nevű kórházában hunyt el. Halálát hirtelen szívmegállás okozta.

## Filmográfia

### Film
| Év   | Magyar cím                             | Eredeti cím                             | Szerep                       | Magyar hang         |
| ---- | -------------------------------------- | --------------------------------------- | ---------------------------- | ------------------- |
| 1969 | Alice étterme                          | Alice's Restaurant                      | őrmester                     |                     |
| 1969 | Éjféli cowboy                          | Midnight Cowboy                         | utas a buszon                |                     |
| 1969 |                                        | Stiletto                                | versenyzőtárs                |                     |
| 1970 |                                        | End of the Road                         | Crab Man / Tutu Man          |                     |
| 1970 |                                        | The Traveling Executioner               | Warden Brodski               |                     |
| 1970 | Kis nagy ember                         | Little Big Man                          | vadászpuskás őr              |                     |
| 1971 | Elvonási tünetek (Hideg pulyka)        | Cold Turkey                             | Art                          |                     |
| 1971 | A majmok bolygója 3. – A menekülés     | Escape from the Planet of the Apes      | Winthrop tábornok segédje    | F. Nagy Zoltán      |
| 1971 |                                        | They Might Be Giants                    | közegészségügyis             |                     |
| 1972 | Mi van, doki?                          | What's Up, Doc?                         | letartóztató rendőr          | Csurka László       |
| 1972 |                                        | Get to Know Your Rabbit                 | Mr. Wendel                   |                     |
| 1973 |                                        | Kid Blue                                | borbély                      |                     |
| 1973 | Serpico                                | Serpico                                 | Gallagher kapitány           | Képessy József      |
| 1974 | A szerencsejátékos                     | The Gambler                             | Las Vegas-i szerencsejátékos |                     |
| 1975 | Várva várt szerelem                    | At Long Last Love                       | Harold                       |                     |
| 1975 |                                        | Crime Club                              | Jack Doyle hadnagy           |                     |
| 1975 | A második utca foglyai                 | The Prisoner of Second Avenue           | Joe, ajtónálló               | Makay Sándor        |
| 1975 | A második utca foglyai                 | The Prisoner of Second Avenue           | Joe, ajtónálló               | Imre István         |
| 1976 | Dicsőségre ítélve                      | Bound for Glory                         | férj                         |                     |
| 1976 | Az ötcentes mozi                       | Nickelodeon                             | Logan atya                   |                     |
| 1976 | Mikey és Nicky                         | Mikey and Nicky                         | buszsofőr                    |                     |
| 1977 | Jégtörők                               | Slap Shot                               | Dickie Dunn                  | Végh Ferenc         |
| 1977 | Airport ’77                            | Airport ’77                             | Dr. Williams                 | Gruber Hugó         |
| 1977 | Airport ’77                            | Airport ’77                             | Dr. Williams                 | Kardos Gábor        |
| 1978 | Próbaidő                               | Straight Time                           | Earl Frank                   | Huszár László       |
| 1979 |                                        | The Fish That Saved Pittsburgh          | Wally Cantrell               |                     |
| 1979 | A pacák                                | The Jerk                                | Az őrült                     | Kardos Gábor        |
| 1980 | Bilincs                                | Brubaker                                | C.P. "Woody" Woodward        | Koroknay Géza       |
| 1980 | A Titanic kincse                       | Raise the Titanic                       | Walker főparancsnok          | Kardos Gábor        |
| 1980 | A Titanic kincse                       | Raise the Titanic                       | Walker főparancsnok          | Maróti Gábor        |
| 1980 | Átlagemberek                           | Ordinary People                         | Salan edző                   | Gruber Hugó         |
| 1981 | Kéjnő Kaliforniába készül              | Back Roads                              | Arthur                       | Horkai János        |
| 1981 | Vörösök                                | Reds                                    | A Liberal Club konferálója   |                     |
| 1982 | A kék öböl                             | Cannery Row                             | Mack                         |                     |
| 1982 |                                        | The Escape Artist                       | Fritz                        |                     |
| 1982 | Szárnyas fejvadász                     | Blade Runner                            | Bryant százados              | Huszár László       |
| 1982 | Szárnyas fejvadász                     | Blade Runner                            | Bryant százados              | Csuja Imre          |
| 1982 | Szárnyas fejvadász                     | Blade Runner                            | Bryant százados              | Koroknay Géza       |
| 1982 | Szárnyas fejvadász                     | Blade Runner                            | Bryant százados              | Törköly Levente     |
| 1982 | Cella                                  | Fast-Walking                            | Sanger őrmester              |                     |
| 1983 | Silkwood                               | Silkwood                                | Walt Yarborough              |                     |
| 1984 |                                        | Raw Courage                             | Crouse ezredes               |                     |
| 1984 | Ütközetben eltűnt                      | Missing in Action                       | Jack "Tuck" Tucker           | Kisfalussy Bálint   |
| 1984 | Ütközetben eltűnt                      | Missing in Action                       | Jack "Tuck" Tucker           | Kránitz Lajos       |
| 1984 |                                        | Grandview, U.S.A.                       | Mr. Clark                    |                     |
| 1984 | Véresen egyszerű                       | Blood Simple                            | Loren Visser magánnyomozó    | Konrád Antal        |
| 1984 | Véresen egyszerű                       | Blood Simple                            | Loren Visser magánnyomozó    | Csurka László       |
| 1984 | Véresen egyszerű                       | Blood Simple                            | Loren Visser magánnyomozó    | Várkonyi András     |
| 1984 | Az alvilág pápája                      | The Pope of Greenwich Village           | Burns                        | Barbinek Péter      |
| 1984 | Az alvilág pápája                      | The Pope of Greenwich Village           | Burns                        | Pálfai Péter        |
| 1984 | Botrány                                | Scandalous                              | Simon Reynolds               | N/A                 |
| 1984 | Botrány                                | Scandalous                              | Simon Reynolds               | Láng József         |
| 1985 | Fletch                                 | Fletch                                  | Dr. Joseph Dolan             | Csuha Lajos         |
| 1986 | Vadmacskák                             | Wildcats                                | Walt Coes                    | Kristóf Tibor       |
| 1986 | Vadmacskák                             | Wildcats                                | Walt Coes                    | Gruber Hugó         |
| 1986 | Vadmacskák                             | Wildcats                                | Walt Coes                    | Láng József         |
| 1986 | Rémecskék                              | Critters                                | Harvey "Harv"                | Horkai János        |
| 1986 | Most kapd el, Jack!                    | The Best of Times                       | Charlie                      |                     |
| 1986 | Vissza a suliba                        | Back to School                          | Turnbull edző                | Palóczy Frigyes     |
| 1986 | Vissza a suliba                        | Back to School                          | Turnbull edző                | Papp János          |
| 1986 | Vissza a suliba                        | Back to School                          | Turnbull edző                | Medgyesfalvy Sándor |
| 1987 | Az Óriásláb és Hendersonék             | Harry and the Hendersons                | George Henderson Sr.         | Láng József         |
| 1987 | Porsche-tolvajok                       | No Man's Land                           | Haun százados                | Kardos Gábor        |
| 1987 | Arizonai ördögfióka                    | Raising Arizona                         | mesélős munkatárs            | Kránitz Lajos       |
| 1988 | A milagrói babháború                   | The Milagro Beanfield War               | kormányzó                    |                     |
| 1988 | Tisztán és józanul                     | Clean and Sober                         | Richard Dirk                 | N/A                 |
| 1988 | Tisztán és józanul                     | Clean and Sober                         | Richard Dirk                 | Besenczi Árpád      |
| 1988 | Naplemente                             | Sunset                                  | Marvin Dibner rendőrfőnök    | Balázsi Gyula       |
| 1988 | Hadiösvényen                           | War Party                               | Colin Ditwelier              |                     |
| 1988 | Vörös skorpió                          | Red Scorpion                            | Dewey Ferguson               | Kránitz Lajos       |
| 1988 | Vörös skorpió                          | Red Scorpion                            | Dewey Ferguson               | Láng József         |
| 1989 | Rátarti Quinn, a karibi rendőrfőnök    | The Mighty Quinn                        | Fred Miller CIA-ügynök       | Verebély Iván       |
| 1989 | Rátarti Quinn, a karibi rendőrfőnök    | The Mighty Quinn                        | Fred Miller CIA-ügynök       | Pálfai Péter        |
| 1989 |                                        | Catch Me If You Can                     | Johnny Phatmun               |                     |
| 1989 | Az őrület fészke                       | Chattahoochee                           | Morris                       | Kardos Gábor        |
| 1989 | Az őrület fészke                       | Chattahoochee                           | Morris                       | Balázsi Gyula       |
| 1989 | A víz nem válik vérré                  | Sundown: The Vampire in Retreat         | Mort                         |                     |
| 1989 |                                        | Thunderground                           | Wedge                        |                     |
| 1990 | Hajszál híján                          | Narrow Margin                           | Dominick Benti őrmester      | Horkai János        |
| 1992 | Csupasz igazság                        | The Naked Truth                         | Garcia / Gesundheim          | Horkai János        |
| 1992 | Gyilkos portré                         | Killer Image                            | Láng József                  |                     |
| 1992 | Fehér sivatag                          | White Sands                             | Bert Gibson                  | Izsóf Vilmos        |
| 1992 |                                        | Equinox                                 | Pete Petosa                  |                     |
| 1993 | Halálos összeesküvés                   | Bitter Harvest                          | Bob seriff                   | Szabó Ottó          |
| 1993 | Végjáték                               | The Music of Chance                     | Calvin Murks                 |                     |
| 1993 | Lángra lobbant szerelem                | Wilder Napalm                           | tűzoltóparancsnok            |                     |
| 1994 | A halott jelvénye                      | Dead Badge                              | Miller Hoskins őrmester      |                     |
| 1994 | Rejtélyes félelem                      | Relative Fear                           | Earl Ladelle                 | Rajhona Ádám        |
| 1994 | Seholsincs csapat                      | Camp Nowhere                            | T.R. Polk                    | Kránitz Lajos       |
| 1994 | Az üvegpajzs                           | The Glass Shield                        | Hal                          | Konrád Antal        |
| 1994 | Rendőrvicc                             | Cops & Robbersons                       | Ted Corbett százados         | Horkai János        |
| 1995 | Nincs kiszállás                        | Criminal Hearts                         | Martin                       | Kránitz Lajos       |
| 1995 | Szabadítsátok ki Willyt! 2.            | Free Willy 2: The Adventure Home        | Wilcox                       | Kardos Gábor        |
| 1995 | A Fekete Párduc                        | Panther                                 | Dorsett                      |                     |
| 1996 | Albínó aligátor                        | Albino Alligator                        | Dino                         | Horkai János        |
| 1996 | Ha ölni kell                           | A Time to Kill                          | Dr. Willard Tyrell Bass      | Horkai János        |
| 1996 | Rómeó + Júlia                          | Romeo + Juliet                          | patikus                      |                     |
| 1997 |                                        | The Killing Jar                         | Foley seriff                 |                     |
| 1997 | Az időcsavar                           | Retroactive                             | Sam                          | Holl János          |
| 1997 | Az időcsavar                           | Retroactive                             | Sam                          | Barbinek Péter      |
| 1997 | Álljon meg a nászmenet!                | My Best Friend's Wedding                | Joe O'Neal                   | Kardos Gábor        |
| 1998 | Répafej, a főnök                       | Chairman of the Board                   | Freemont                     | Versényi László     |
| 1998 | Rejtélyes alkony                       | Twilight                                | Lester Ivar                  |                     |
| 1998 |                                        | Erasable You                            | Ralph Worth                  |                     |
| 1999 | Wild Wild West – Vadiúj vadnyugat      | Wild Wild West                          | Coleman vasúti mérnök        | Horkai János        |
| 1999 | Szuper haver                           | The Iron Giant                          | Earl Stutz (hangja)          | Harsányi Gábor      |
| 1999 | Zuhanás                                | Random Hearts                           | Billy                        | Pálfai Péter        |
| 1999 | Ízi rájdersz                           | Me and Will                             | Dean                         |                     |
| 1999 |                                        | Jack of Hearts                          | Menlo Boyce parancsnok       |                     |
| 2000 | Ösztöndíjas bankrablás                 | Poor White Trash                        | Pike bíró                    |                     |
| 2001 |                                        | Eyeball Eddie (rövidfilm)               | Cook edző                    |                     |
| 2001 | Karácsony a fellegekben                | Christmas in the Clouds                 | Stu O'Malley                 |                     |
| 2002 | Kutyabajnok                            | Snow Dogs                               | George                       | Kránitz Lajos       |
| 2003 |                                        | Baggage                                 | Sandy Westphall              |                     |
| 2004 | Kelekótya karácsony                    | Christmas with the Kranks               | Walt Scheel                  | Hollósi Frigyes     |
| 2005 |                                        | Greener Mountains                       | Muggs                        |                     |
| 2005 | Pata-csata                             | Racing Stripes                          | Woodzie                      | Hollósi Frigyes     |
| 2007 | Filmbarát                              | Man in the Chair                        | Mickey Hopkins               |                     |
| 2007 | Kegyenc fegyenc                        | Big Stan                                | Lew Popper                   | Cs. Németh Lajos    |
| 2008 |                                        | Sherman's Way                           | Hoyt                         |                     |
| 2008 |                                        | Your Name Here                          | Kroger                       |                     |
| 2008 | Kísértő félelem                        | Haunted Echoes                          | Neil                         | Várday Zoltán       |
| 2009 |                                        | Don McKay                               | Samuel                       |                     |
| 2009 |                                        | Sam Steele and the Jr. Detective Agency | Van Owen rendőrfőnök         |                     |
| 2009 | Lázongó ifjúság                        | Youth in Revolt                         | Mr. Saunders                 | Kajtár Róbert       |
| 2010 |                                        | Chasing 3000                            | Chuck Ireland                |                     |
| 2012 | Timothy Green különös élete            | The Odd Life of Timothy Green           | Bub nagybácsi                | Fülöp Zsigmond      |
| 2012 | Arthur Newman világa                   | Arthur Newman                           | Zazek                        |                     |
| 2012 |                                        | Love Sick Love                          | Ed                           |                     |
| 2014 | Kálvária                               | Calvary                                 | az író                       | Fodor Tamás         |
| 2015 |                                        | Boiling Pot                             | Dean Marison                 |                     |
| 2015 | A Skorpiókirály 4. – Harc a hatalomért | The Scorpion King 4: Quest for Power    | Gorak                        | Végh Ferenc         |
| 2018 |                                        | Shifting Gears                          | Hank                         |                     |
| 2018 |                                        | Change in the Air                       | Walter Lemke                 |                     |
| 2019 |                                        | Raising Buchanan                        | Larry Kiesling               |                     |
| 2019 |                                        | Faith, Hope & Love                      | Mr. John                     |                     |
| 2019 | Tőrbe ejtve                            | Knives Out                              | Mr. Proofroc                 | Cs. Németh Lajos    |
| 2019 |                                        | South of Bix (rövidfilm)                | nagypapa                     |                     |
| 2020 |                                        | The Mimic                               | a rendező                    |                     |
| 2022 | Kegyes kis hazugság                    | A Little White Lie                      | Arthur Baldwin professzor    |                     |
| 2022 |                                        | Dotty & Soul                            | Harold Eichelbaum            |                     |
| 2022 |                                        | The Immaculate Room                     | Harry Frith                  |                     |
| 2024 |                                        | Outlaw Posse                            | Catfish                      |                     |
| 2024 |                                        | Brothers (posztumusz megjelenés)        | Farful bíró                  |                     |

### Televízió

#### Tévéfilm
| Év   | Magyar cím                      | Eredeti cím                                          | Szerep                 | Magyar hang   |
| ---- | ------------------------------- | ---------------------------------------------------- | ---------------------- | ------------- |
| 1975 |                                 | Sarah T. – Portrait of a Teenage Alcoholic           | Mr. Peterson           |               |
| 1977 |                                 | Red Alert                                            | Sweeney seriff         |               |
| 1978 |                                 | Superdome                                            | Whitley                |               |
| 1979 |                                 | No Other Love                                        | DeFranco               |               |
| 1979 |                                 | The Gift                                             | parancsnok             |               |
| 1980 | Pánik az első oldalon           | City in Fear                                         | Sheldon Lewis          |               |
| 1980 | Délidő 2. – Will Kane visszatér | High Noon, Part II: The Return of Will Kane          | Harold Patton          |               |
| 1983 |                                 | Night Partners                                       | Joe Kirby              |               |
| 1984 |                                 | The Outlaws                                          | Warden MacDonald       |               |
| 1986 | Jog az élethez                  | The Right of the People                              | polgármester           |               |
| 1986 |                                 | Resting Place                                        | őrmester               |               |
| 1987 | Megszegett fogadalmak           | Broken Vows                                          | Mulligan nyomozó       | Koroknay Géza |
| 1987 | Kari Swenson elrablása          | The Abduction of Kari Swenson                        | Don Nichols            |               |
| 1987 |                                 | Murder Ordained                                      | Vern Humphrey          |               |
| 1990 | Gyilkosok nyomában              | True Betrayal                                        | Clyde Wilson           |               |
| 1991 |                                 | Deadly Identity                                      | Harry                  |               |
| 1991 |                                 | Silverfox                                            | Charles Blankenship    |               |
| 1992 |                                 | Wild Card                                            | Mose                   |               |
| 1992 | Pápaszem                        | Four Eyes and Six Guns                               | Thornbush polgármester | Szabó Ottó    |
| 1994 | Zsarugyilkosságok               | Probable Cause                                       | Sadler                 | Horkai János  |
| 1995 |                                 | From the Mixed-Up Files of Mrs. Basil E. Frankweiler | Morris                 |               |
| 1996 | Szende, mint a halál            | Portraits of a Killer                                | Raymond Garrison       | Breyer László |
| 1998 | Men in White – Tiszta zsaruk    | Men in White                                         | Stanley Snyder         |               |
| 1999 | A szörny                        | Monster!                                             | Lloyd                  | Láng József   |

#### Sorozat
| Év        | Magyar cím                                       | Eredeti cím                        | Szerep                          | Megjegyzések                              |
| --------- | ------------------------------------------------ | ---------------------------------- | ------------------------------- | ----------------------------------------- |
| 1968      |                                                  | The Doctors                        | Jason Randall                   | 1 epizód                                  |
| 1969      |                                                  | N.Y.P.D.                           | Freibisch                       | 1 epizód                                  |
| 1970      |                                                  | Arnie                              | Cliff                           | 1 epizód                                  |
| 1971      |                                                  | Julia                              | Gus Anderson                    | 2 epizód                                  |
| 1971      |                                                  | All in the Family                  | Billy Hartfield                 | 1 epizód                                  |
| 1971      |                                                  | The Jimmy Stewart Show             | Lionel Atkins                   | 1 epizód                                  |
| 1971      |                                                  | Ironside                           | táviratozó hivatalnok           | 1 epizód                                  |
| 1971      |                                                  | Bonanza                            | Mattheson                       | 1 epizód                                  |
| 1971–1972 |                                                  | Nichols                            | Gabe McCutcheon                 | 5 epizód                                  |
| 1972      |                                                  | The Don Rickles Show               | Arthur Kingston                 | 1 epizód                                  |
| 1972      |                                                  | The Bob Newhart Show               | Jack Hoover                     | 1 epizód                                  |
| 1972      |                                                  | The Sandy Duncan Show              | Alex Lembeck                    | 11 epizód                                 |
| 1974      |                                                  | McMillan & Wife                    | Ames rendőrtiszt                | 1 epizód                                  |
| 1974      |                                                  | Amy Prentiss                       | Tom                             | 1 epizód                                  |
| 1975      | Rockford nyomoz                                  | The Rockford Files                 | Edgar Burch                     | 1 epizód                                  |
| 1975      |                                                  | The Waltons                        | David Fletcher                  | 1 epizód                                  |
| 1976      |                                                  | Gibbsville                         | Yostie                          | 1 epizód                                  |
| 1976–1978 | Starsky és Hutch                                 | Starsky and Hutch                  | Freddie / Lloyd Herman Eckworth | 2 epizód                                  |
| 1977      |                                                  | Mary Hartman, Mary Hartman         | Malloy rendőrtiszt              | 2 epizód                                  |
| 1978      |                                                  | James at 15                        | Federson edző                   | 1 epizód                                  |
| 1979      |                                                  | Dear Detective                     | Gorcey százados                 | 1 epizód                                  |
| 1980      |                                                  | Skag                               | Moran                           | 1 epizód                                  |
| 1981      | Édentől keletre                                  | East of Eden                       | Horace Quinn seriff             | minisorozat (3 epizód)                    |
| 1981      | A farm, ahol élünk                               | Little House on the Prairie        | Callahan                        | 1 epizód                                  |
| 1983      |                                                  | ABC Afterschool Special            | Joe Lempke                      | 1 epizód                                  |
| 1985      |                                                  | ABC Weekend Special                | Rocco                           | 1 epizód                                  |
| 1985      | Alkonyzóna                                       | The Twilight Zone                  | Peter                           | 1 epizód                                  |
| 1986      |                                                  | The Hitchhiker                     | Underhill nyomozó               | 1 epizód                                  |
| 1986      |                                                  | The Disney Sunday Movie            | Presser tábornok                | 1 epizód                                  |
| 1986      |                                                  | The Deliberate Stranger            | Sam Davies nyomozó              | minisorozat (2 epizód)                    |
| 1986      |                                                  | Amazing Stories                    | nagypapa                        | 1 epizód                                  |
| 1989      | A rózsa szövetsége                               | Brotherhood of the Rose            | Hardy                           | minisorozat (2 epizód)                    |
| 1989      |                                                  | Unsub                              | Ned Platt                       | 8 epizód                                  |
| 1989      | Mesék a kriptából                                | Tales from the Crypt               | Jonas                           | - 1 epizód - magyar hangja: - Gruber Hugó |
| 1990      | Az amerikai polgárháború története               | The Civil War                      | több szereplő hangja            | minisorozat (9 epizód)                    |
| 1990      | A villám                                         | The Flash                          | Henry Allen                     | 2 epizód                                  |
| 1993      |                                                  | The Jackie Thomas Show             | Arlen Thomas                    | 1 epizód                                  |
| 1994      | Házi barkács                                     | Home Improvement                   | Fred Patterson ezredes          | 2 epizód                                  |
| 1996      | Végtelen határok                                 | The Outer Limits                   | Sanford Vallé                   | 1 epizód                                  |
| 1996      | A kiválasztott – Az amerikai látnok              | Early Edition                      | Santa Claus                     | 1 epizód                                  |
| 1998      |                                                  | Tracey Takes On...                 | Jimmy Duff                      | 1 epizód                                  |
| 1999      | X-akták                                          | The X-Files                        | Arthur Dales                    | 1 epizód (Hazafutás                       |
| 1999      | A Thornberry család                              | The Wild Thornberrys               | antilop (hangja)                | 1 epizód                                  |
| 1999–2001 |                                                  | Big Guy and Rusty the Boy Robot    | Mack (hangja)                   | 26 epizód                                 |
| 2000      | New York rendőrei                                | NYPD Blue                          | Joe Kroft                       | 1 epizód                                  |
| 2000      |                                                  | Gideon's Crossing                  | Dr. George Matthews             | 1 epizód                                  |
| 2001      |                                                  | Night Visions                      | Gus                             | 1 epizód                                  |
| 2001      | Frasier – A dumagép                              | Frasier                            | Rich Koechner                   | 1 epizód                                  |
| 2001–2002 | Mocsok macsók meséi                              | The Mind of the Married Man        | Randall Evans                   | 7 epizód                                  |
| 2002      | Mizújs, Scooby-Doo?                              | What's New, Scooby-Doo?            | Jeb (hangja)                    | 1 epizód                                  |
| 2003      |                                                  | Charlie Lawrence                   | Cubby                           | 1 epizód                                  |
| 2003      |                                                  | Tracey Ullman in the Trailer Tales | Wally Westland                  | különkiadás                               |
| 2003      | Őrangyal                                         | The Guardian                       | Ezra Pence                      | 1 epizód                                  |
| 2010      | Míg a halál el nem választ                       | ’Til Death                         | Rudolph nagybácsi               | 1 epizód                                  |
| 2010–2013 | Pound Puppies: Kutyakölyköt minden kiskölyöknek! | Pound Puppies                      | Olaf (hangja)                   | 46 epizód                                 |
| 2012      | Katonafeleségek                                  | Army Wives                         | Bernie Wallacheck               | 1 epizód                                  |
| 2012      | A hatalom hálójában                              | Damages                            | Lyle Hewes                      | 3 epizód                                  |
| 2012–2015 | Kalandra fel!                                    | Adventure Time                     | Kozmikus Bagoly (hangja)        | 4 epizód                                  |
| 2014      |                                                  | Tim and Eric's Bedtime Stories     | nyomozó                         | 1 epizód                                  |
| 2019      | A szélhámos                                      | Sneaky Pete                        | Tex Hopkins                     | 7 epizód                                  |
| 2019–2022 | Az erényes Gemstone-ék                           | The Righteous Gemstones            | Roy Gemstone nagypapa           | 2 epizód                                  |
| 2022      |                                                  | American Gigolo                    | Coleman                         | 1 epizód                                  |

## Fordítás
- Ez a szócikk részben vagy egészben  a   M. Emmet Walsh című angol Wikipédia-szócikk ezen változatának fordításán alapul.  Az eredeti cikk szerkesztőit annak laptörténete sorolja fel. Ez a jelzés csupán a megfogalmazás eredetét és a szerzői jogokat jelzi, nem szolgál a cikkben szereplő információk forrásmegjelöléseként.